# SC Eisenstadt
Sportclub Eisenstadt was een Oostenrijkse voetbalclub uit de stad Eisenstadt. De club werd oorspronkelijk opgericht in 1907 en speelde in rood-witte shirts. In 1980 werd het tweede niveau in het Oostenrijkse voetbalsysteem gewonnen. Maar het grootste succes vond plaats in 1984, toen de club de Mitropacup won. In 1988 ging de club onder aan financiële problemen. Na een succesvolle herstart in het Burgenlandse amateurvoetbal waarin SCE tweemaal de Mitropacup voor amateurs won, werd de club in 2008 opnieuw failliet verklaard.

## Historie
De club werd in 1907 opgericht als Kismarton FC, de toenmalige naam voor Eisenstadt dat toen nog als Hongaars grondgebied beschouwd werd in het toenmalige keizerrijk Oostenrijk-Hongarije. De club promoveerde in 1967 naar de hoogste klasse en kon daar drie seizoenen standhouden. Na één seizoen keerde de club weer terug en speelde tot 1975 in de hoogste klasse. Hierna was het langer wachten, Eisenstadt kwam terug voor seizoen 1980/81 en daarna nog van 1982 tot 1987. Een achtste plaats op zestien was het beste resultaat voor de club.
In 1984 won de club de Mitropacup, tegenstanders waren FK Pristina, Union Teplice en Vasas Boedapest.
In 1988 kwam de club in financiële problemen en ging failliet. Vanaf 2007/08 vormt de club een speelverbond met SC Ritzing, de fusie is voor vier jaar afgesloten en de club speelde onder de naam SCE/SCR-Vinea. Begin 2008 ging de club failliet.

## Erelijst
| Internationaal             |    |                               |
| Mitropacup                 | 1x | 1984                          |
| Mitropacup voor amateurs   | 2x | 1996, 2000.                   |
| Nationaal                  |    |                               |
| 2. Division der Bundesliga | 1x | 1980.                         |
| Regionaal                  |    |                               |
| Regionalliga Ost           | 2x | 1967, 1971.                   |
| Burgenlands kampioenschap  | 5x | 1959, 1962, 1992, 1996, 2000. |

## Eisenstadt in Europa
Uitslagen vanuit gezichtspunt SC Eisenstadt
| Seizoen | Competitie | Ronde            | Land                 | Club               | Totaalscore | 1e W    | 2e W    | PUC |
| ------- | ---------- | ---------------- | -------------------- | ------------------ | ----------- | ------- | ------- | --- |
| 1984    | Mitropacup | Groep            | Vlag van Joegoslavië | FK Pristina        | 7-5         | 3-3 (U) | 4-2 (T) | 0.0 |
|         |            | Groep            | Vlag van Tsjechië    | Union Teplice      | 2-5         | 1-4 (U) | 1-1 (T) | 0.0 |
|         |            | Groep (Kampioen) | Vlag van Hongarije   | Vasas SC Boedapest | 4-2         | 2-1 (T) | 2-1 (U) | 0.0 |

## Bekende (oud-)spelers
Alfred Eisele is de speler van SC Eisenstadt met de meeste interlands achter zijn naam. Hij kwam in totaal twee keer uit voor het Oostenrijkse nationale elftal.
| Naam             | Van        | Tot        | Totaal | Nationaal elftal  |
| ---------------- | ---------- | ---------- | ------ | ----------------- |
| Přemysl Bičovský | 21.09.1983 | 21.09.1983 | 1      | Tsjecho-Slowakije |
| Alfred Eisele    | 19.04.1969 | 23.04.1969 | 2      | Oostenrijk        |